# Joseph Decaisne

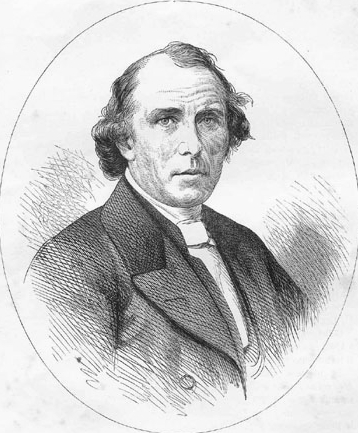
Joseph Decaisne

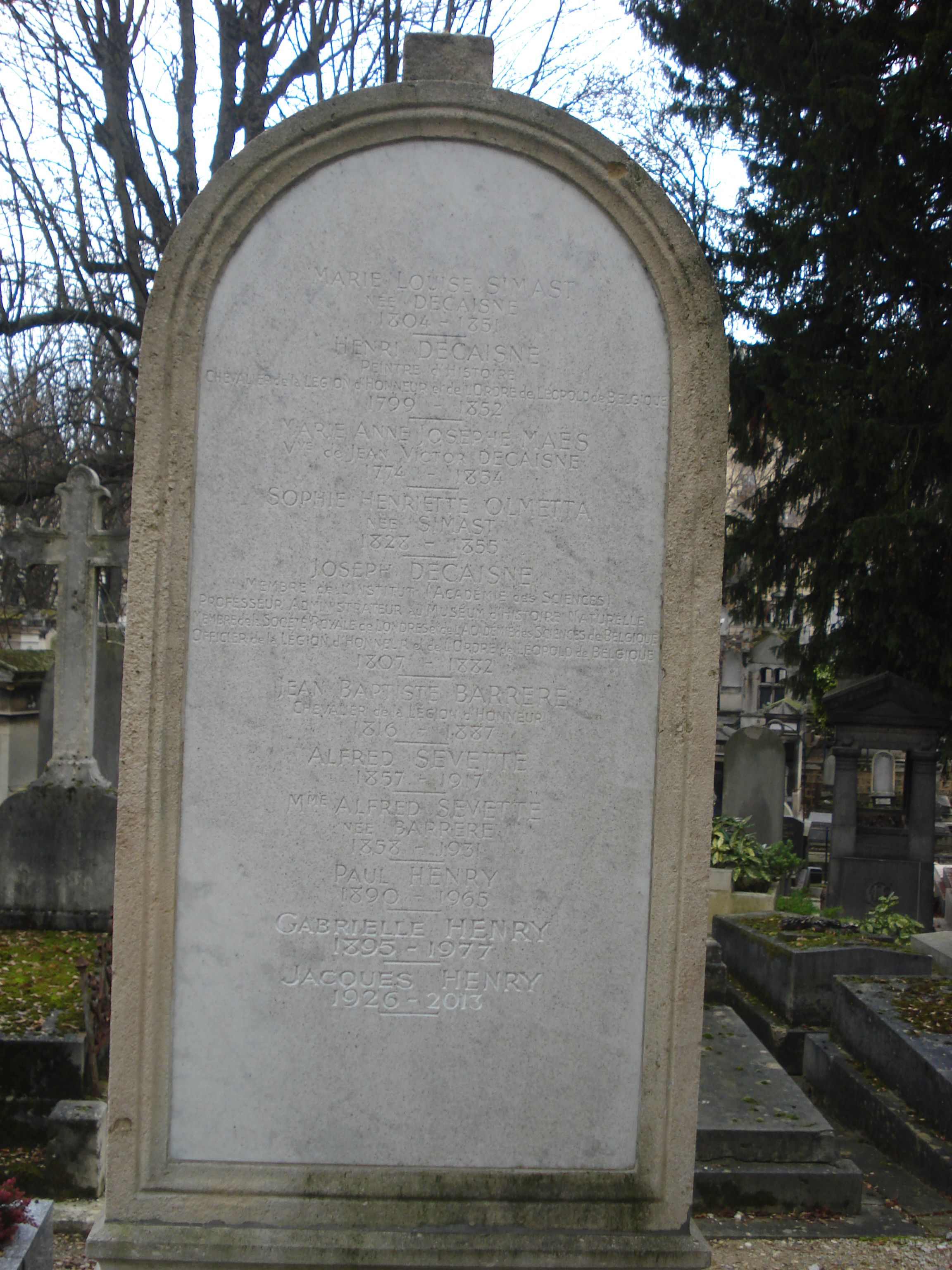
Zijn grafsteen op Montmartre

Joseph Decaisne (Brussel, 7 maart 1807 - Parijs, 8 februari 1882) was een Franse botanicus van Belgische afkomst. Hij was de broer van de schilder Henri Decaisne en de arts Pierre Decaisne, lid van de Koninklijke Academie van Brussel en houder van een leerstoel aan de Faculteit Geneeskunde in Gent.

## Biografie
Zijn vader was Victor Decaisne, een inwoner van Abbeville, en zijn moeder was Marie Maës, een inwoner van Antwerpen, in de tijd dat België onder Franse overheersing stond. Joseph Decaisne werkte uitsluitend in Parijs. In 1824 trad hij toe tot het Nationaal Natuurhistorisch Museum als tuinman en in 1832 werd hij benoemd tot hoofd van de "zaaituin". Hij werd de naturalistische assistent van Adrien de Jussieu's stoel van de landelijke plantkunde. Daar begon hij de planten te bestuderen die door verschillende reizigers waren verzameld, waaronder die van Victor Jacquemont, die in Azië stierf. Als auteur van toegepast onderzoek, met name naar meekrap, yam en ramie, was hij ook geïnteresseerd in algen.
In 1847 werd hij verkozen tot lid van de Academie van Wetenschappen, waarvan hij in 1865 voorzitter was. In 1850 volgde hij Charles-François Brisseau de Mirbel op als voorzitter van het museum. In 1854 nam hij deel aan de oprichting van de Botanische Vereniging van Frankrijk, waarvan hij de tweede voorzitter was.
Tussen 1858 en 1875 schreef hij een negendelig werk Le Jardin fruitier du Muséum, waarvan de eerste zes delen ongeveer 400 perensoorten beschrijven.
Joseph Decaisne werd op 13 december 1877 buitenlands lid van de Koninklijke Maatschappij. Hij stierf op 8 februari 1882 in Parijs en ligt met zijn broer Henri en hun moeder Marie Maës begraven op het kerkhof van Montmartre. Hij was ongehuwd.

## Bijdragen aan deplantentaxionomie
Hij beschreef onder meer de volgende soorten:
Bedektzadigen: Capanea en Chrysothemis van de familie Gesneriaceae; Sautiera (Acanthaceae); Lepinia, Rhazya (Apocynaceae); Vancouveria, (Berberidaceae); Ostryopsis (Betulaceae); Dipterygium (Capparidaceae); Brassaiopsis, Cuphocarpus, Dendropanax, Didymopanax, Fatsia, Oreopanax, Stilbocarpa, (Araliaceae); Berneuxia (Diapensiaceae); Scyphogyne (Ericaceae); Akebia, Boquila (Lardizabalaceae); Galtonia (Liliaceae of Hyacinthaceae)

## Belangrijkste publicaties
- Maison rustique du xixe siècle. Encyclopédie d'horticulture pratique, gids voor hoveniers, geschreven onder leiding van de M. Decaisne (1836)
- Recherches anatomiques et physiologiques sur la garance, sur le développement de la matière colorante dans cette plante, sur sa culture et sa préparation, suivies de l'examen botanique du genre Rubia et de ses espèces (1837)
- Histoire de la maladie des pommes de terre en 1845 (1846)[3]
- Flore élémentaire des jardins et des champs, accompagnée de clefs analytiques et d'un vocabulaire des termes techniques, par Emmanuel Le Maout et J. Decaisne (2 volumes, 1855)
- Le Jardin fruitier du Muséum, ou Iconographie de toutes les espèces et variétés d'arbres fruitiers cultivés dans cet établissement avec leur description, leur histoire, leur synonymie (9 volumes, 1858-1875)
- Manuel de l'amateur des jardins, traité général d'horticulture, par MM. Jh Decaisne, Ch. Naudin (4 volumes, 1862-1871)
- Voyage autour du monde sur la frégate La Vénus commandée par Abel Du Petit-Thouars (1864)
- Traité général de botanique descriptive et analytique, par MM. Emm. Le Maout, Jh Decaisne, werk dat 5500 tekeningen bevat, door MM. L. Steinheil en A. Riocreux (1868)

- Biblioteca Nacional de Chile: 000491358
- Biblioteca Nacional de España: XX1247262
- Bibliothèque nationale de France: cb12342031j (data)
- Author citation (botany): Decne.
- CiNii: DA02984931
- Stuttgart Database of Scientific Illustrators 1450–1950: 1631
- Gemeinsame Normdatei: 116042664
- International Standard Name Identifier: 0000 0000 8086 4626
- Library of Congress Control Number: no00044587
- Base Léonore: LH//681/31
- Nationale Bibliotheek van Tsjechië: mub20191028442
- Nationale bibliotheek van Australië: 35113167
- Nationale Bibliotheek van Israël: 987007301641305171
- Nederlandse Thesaurus van Auteursnamen: 074619330
- SNAC: w63b7538
- Système universitaire de documentation: 032379277
- Museum of New Zealand Te Papa Tongarewa: 50250
- Trove: 830369
- Virtual International Authority File: 7463125
- WorldCat: E39PBJbRg9PqYVbFkkKRpfycfq